# Монетний кабінет (Берлін)

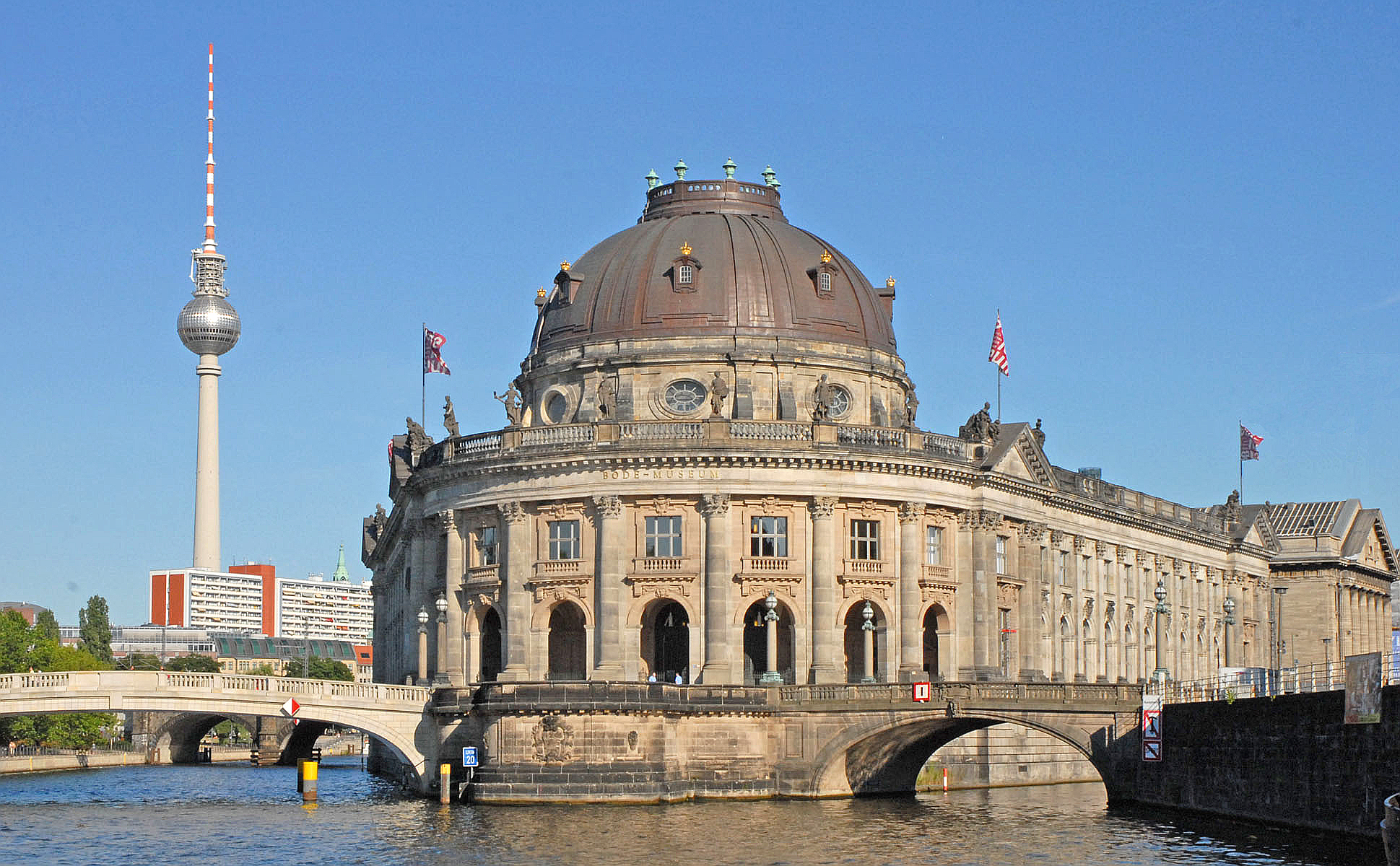
Музей Боде, в залах якого і показують Монетний кабінет Берліна

Монетний кабінет або Нумізматичний кабінет в Берліні (нім. Münzkabinett) — найбільша нумізматична колекція в сучасній Німеччині. Експонати розміщені в музеї Боде.

## Історія

### Загальна характеристика
Монетний кабінет в Берліні — входить до переліку найбільших монетних колекцій Європи, а саме:
- Британський музей, Лондон,
- Кабінет медалей при Національній бібліотеці Франції, Париж,
- Відділ нумізматики (Ермітаж), Санкт-Петербург,
- Художньо-історичний музей, Відень.

### Початок колекції

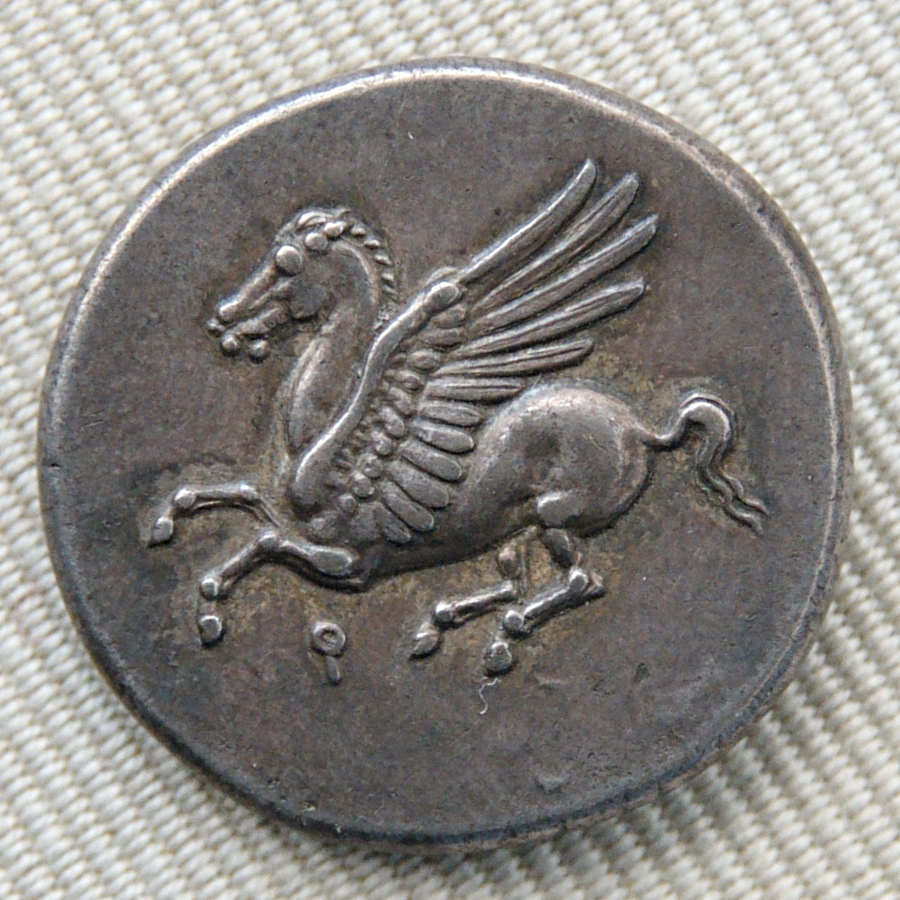
Тридрахма з Коринфу 308–306 р. до н. е.

Бранденбурзькі курфюрсти мали модну атракцію 16 століття — власну кунсткамеру. Одним з її відділів і була колекція античних монет. Перші значні придбання до неї датовані 1535 та  1571 роками. Поповнення відбувались і в добу бароко. Інвентарний опис античних монет, зроблений 1649 року, зафіксував наявність 5 000 монет.

### Музейне життя збірки
Уже у 18 столітті було зроблено перші спроби музейного показу колекції. Тому збірку перевозять з одного закладу до іншого через відсутність статусу самостійного музейного об'єкта. Її виставляли то у Королівській бібліотеці, то у Кабінеті мистецтв та античності, то у Берлінській академії наук, то у Берлінському університеті.
Усвідомлення мистецької та наукової вартості колекції призвело у 1868 р. до надання збірці статусу самостійного музею. З 1868 по 1918 рр. музейний заклад отримував значні грошові кошти на придбання та поповнення нумізматичних колекцій. Мав музейний заклад і дарунки приватних збірок.

### XXст.
У 1904 р. Монетний кабінет Берліна перевезли до Музею кайзера Фрідріха, де той отримав галерею 60 метрів завдовжки. Колекцію монет розмістили за історичним та хронологічним принципами стосовно нових вимог до музейних збірок.
В часи 2-ї світової війни, розпочатої фашистською Німеччиною, колекцію монет перенесли в цокольні приміщення Пергамського музею. Після розгрому фашистської столиці, Монетний кабінет Берліна перевезли до СРСР. У 1958 р. його повернули в Східну Німеччину, що примусово обрала соціалістичний шлях розвитку. З січня 1959 р. Монетний кабінет Берліна розгорнув свою експозицію у Залі ескізів.
Після завершення реставраційних робіт в музейних приміщеннях Боде у 2007 р. Монетний кабінет Берліна отримав чотири зали для постійної експозиції, що досить мало для збірки подібної мистецької вартості та історичного значення.

### Медалі добі Відродження
Медалі добі Відродження посіли особливе значення в мистецтві Європи. Галузь вперше після доби античності відродилась в Італії і там же мала перший значний розквіт. Свій внесок в медальєрне мистецтво доби Відродження внесли також Франція, Німеччина, Нідерланди, Польща. Майстри Німеччини використовували як традиційну бронзу чи сплави, так і нетрадиційні дерево, кістки для виготовлення моделей для майбутніх медалей. Подібні ескізи виробляли з усіма подробицями, ретельно і точно, що надає їм унікального характеру, особливо якщо вони не пускались у масове виробництво. Колекція медалей доби Відродження Монетного кабінету Берліна нараховує 32 000 зразків.

### Зразки медалей доби Відродження

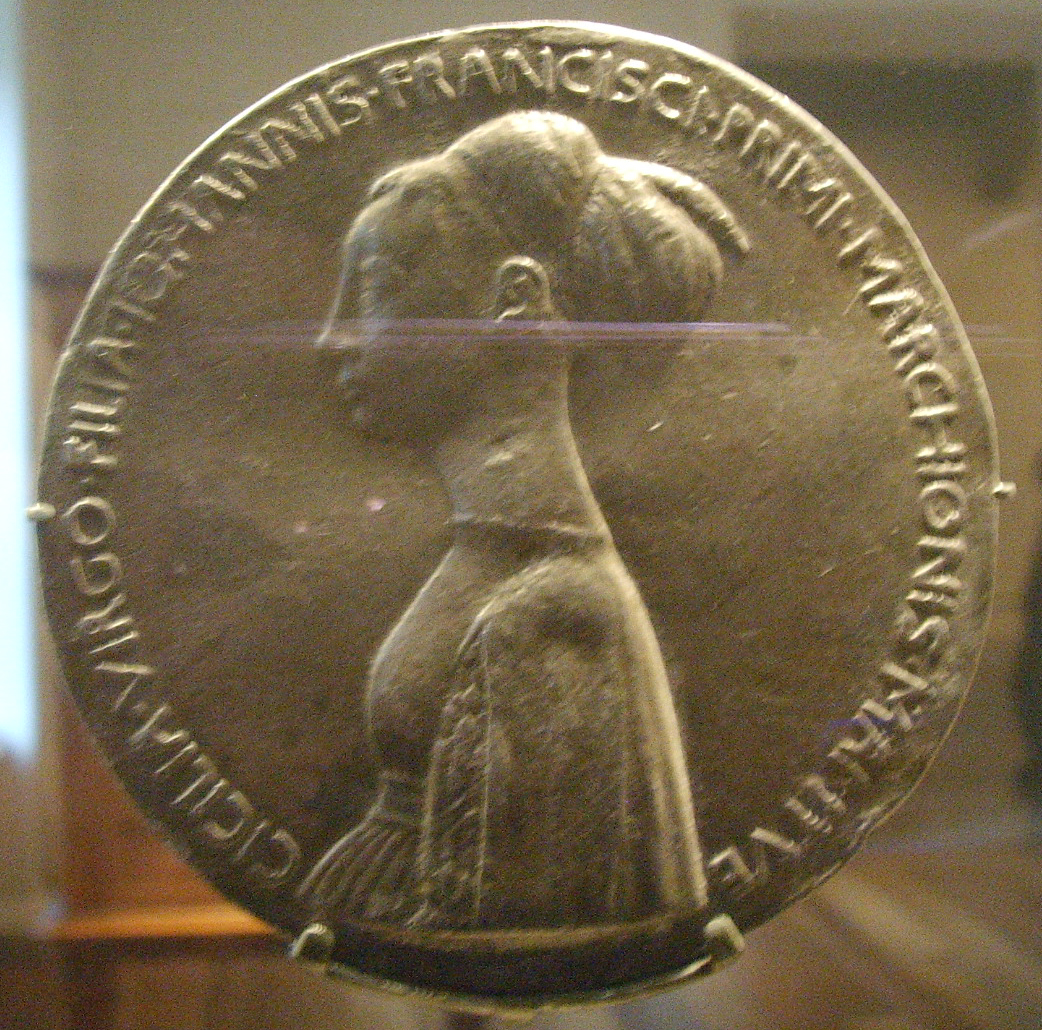
Медальєр Пізанелло, Чечілія Гонзага
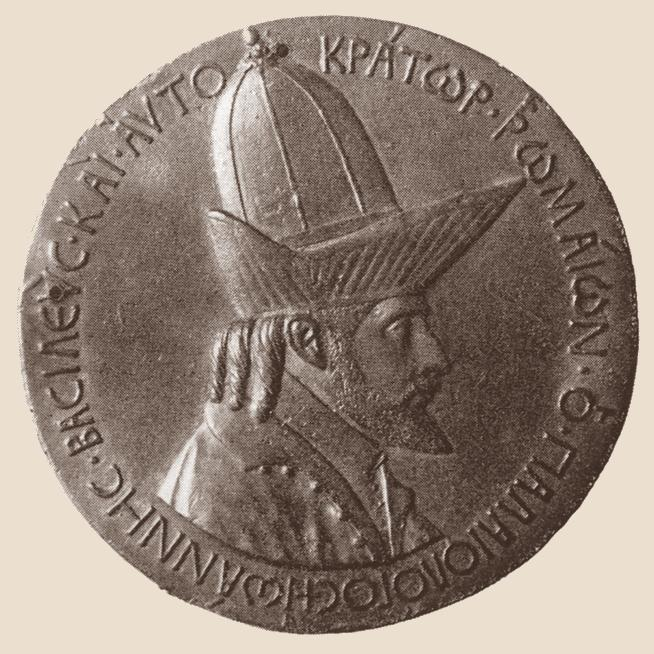
Медальєр Пізанелло,медаль на честь перебування візантійського імператора Іоанна 8-го Палеолога у Флоренції
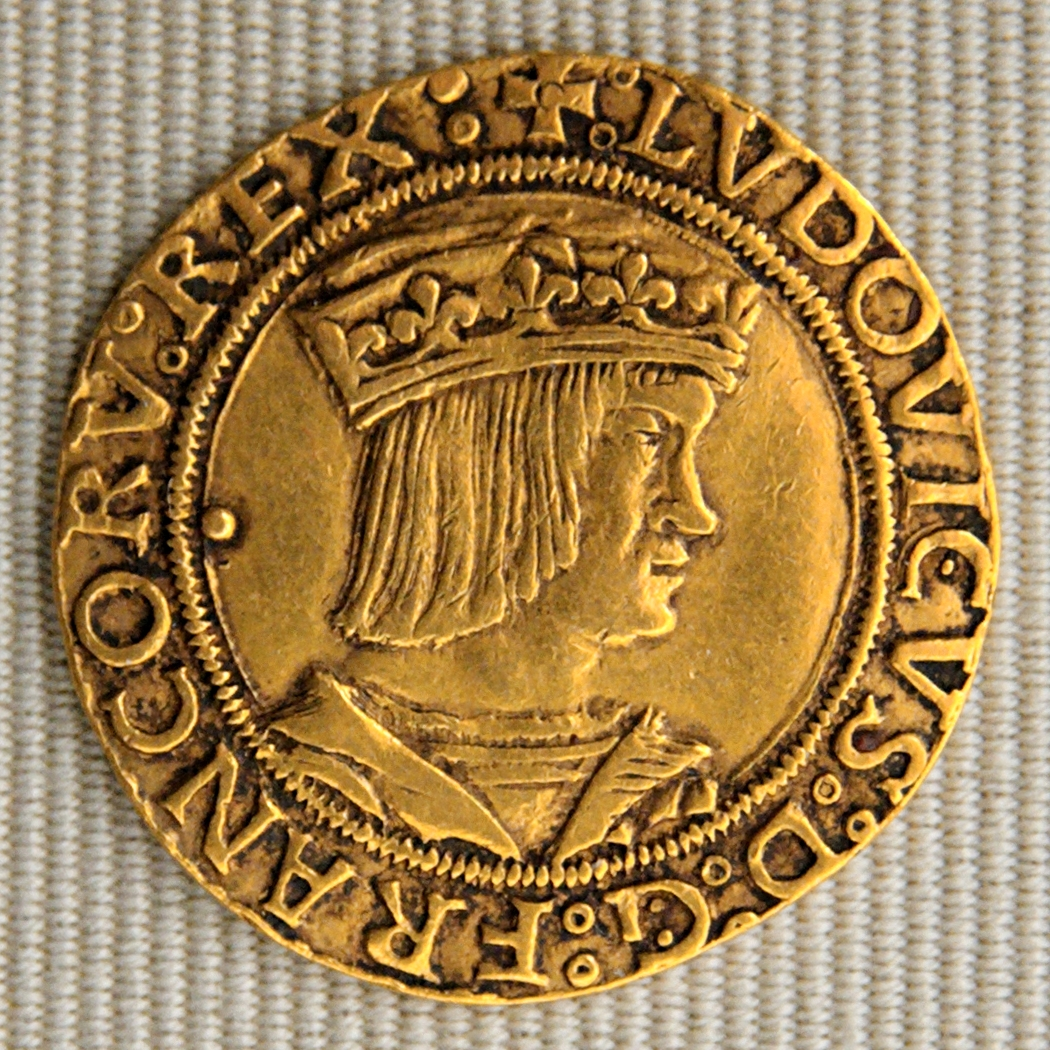
Король Франції Луї 12-й, 1514 р.
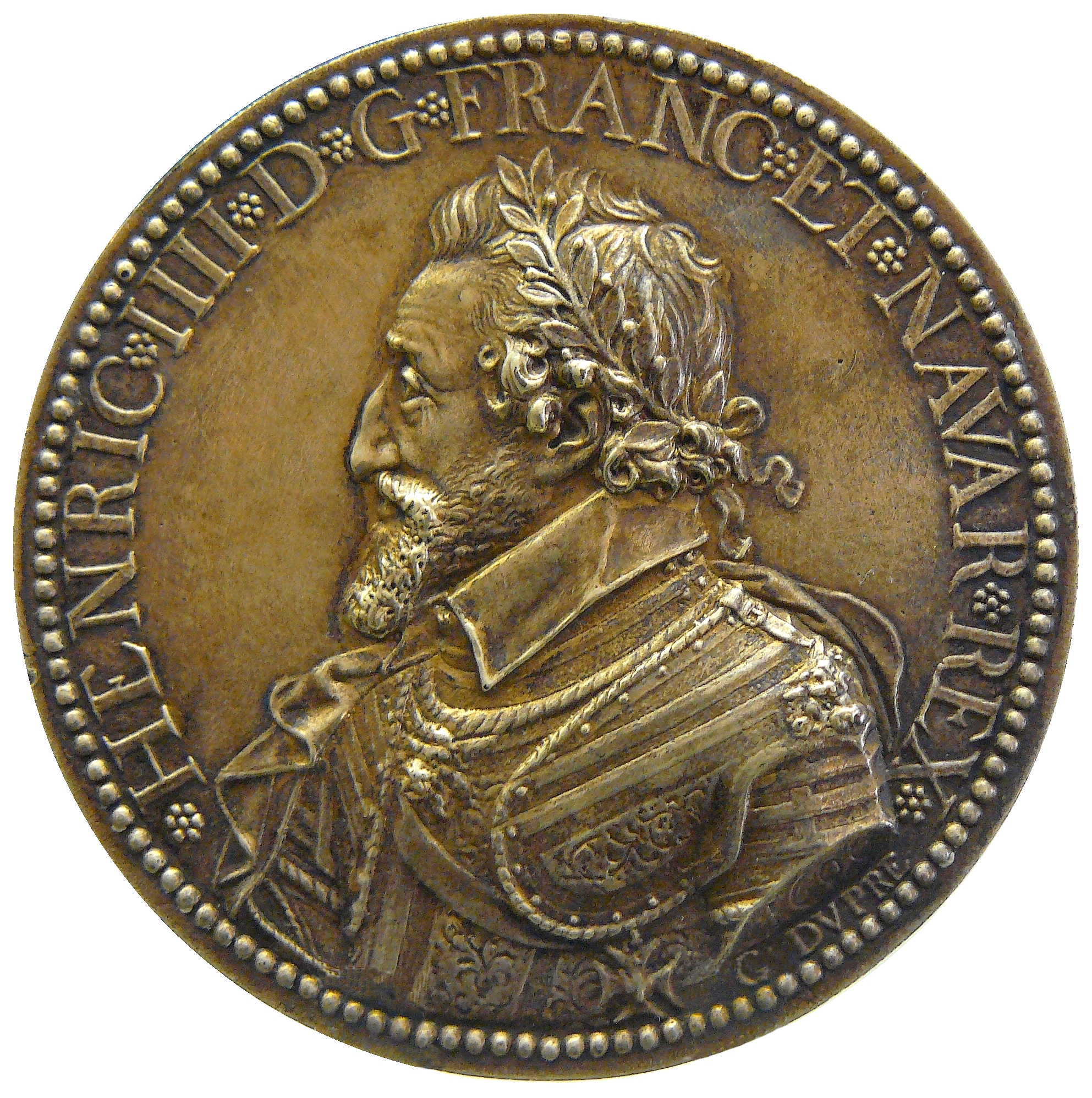
Медальєр Гійом Дюпре.Король Франції Анрі 4-й.

### Античні монети

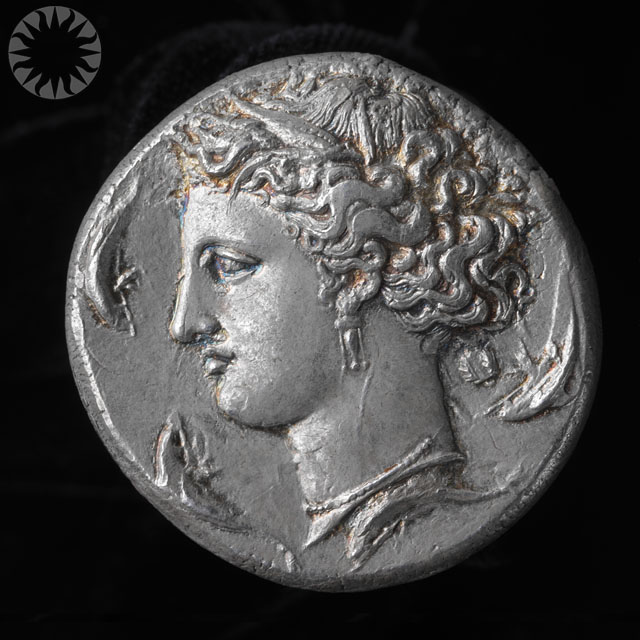
Декадрахма з античних Сіракуз.

Вони складають головну частину музейної колекції. Її не приховували, як інші розділи збірки, і експонували у Пергамському музеї. В збірці є свої унікуми — * Афінська драхма на честь перемоги у битві при Саламіні
- Дамаретейон на честь перемоги володаря міста Сіракузи Гелона над карфагенянами тощо.

Загальна кількість тільки давньогрецьких монет становить 102 000.

### Монети середньовіччя
Монетний кабінет Берліна має монети різних країн середньовічної Європи, серед них і збірку монет зниклої Візантії. Кількість монет доби середньовіччя сягає 66 000.
Монетний кабінет Берліна не обмежується зборами середньовічних монет. Тому хронологічні межі продовжені до сьогодення та нараховують монети від 1500 року до Нового часу у кількості 103 000.